# Serritermitidae
Serritermitidae Holmgren, 1910 é uma família de insectos pertencente à ordem Blattodea (térmitas). A família inclui apenas algumas espécies com distribuição natural restrita à América do Sul.

## Géneros
A família Serritermitidae inclui os seguintes géneros:
- Serritermes
- Glossotermes